# Mirosława Pawlak
Mirosława Pawlak (ur. 26 maja 1946, zm. 1 marca 2017 w Gdańsku) – polska skrzypaczka, pedagog.

## Życiorys
Absolwentka Państwowej Wyższej Szkoły Muzycznej w Gdańsku, w klasie skrzypiec u prof. Stefana Hermana. W 1984 objęła kierownictwo Katedry Instrumentów Smyczkowych Akademii Muzycznej im. Stanisława Moniuszki w Gdańsku. W latach 1984–1987 sprawowała funkcję dziekana Wydziału Instrumentalnego tej uczelni. W latach 1987–1990 była prorektorem Akademii Muzycznej w Gdańsku. W 1992 uzyskała tytuł profesorski. Tworzyła trio instrumentalne z wiolonczelistą Jerzym Wujtewiczem i pianistką Haliną Cichoń-Harras. Była konsultantką metodyczną Zespołu Państwowych Szkół Muzycznych im. Grażyny Bacewicz w Koszalinie.
W 2001 odznaczona Brązowym Krzyżem Zasługi. W 2015 otrzymała Nagrodę Prezydenta Miasta Gdańska w Dziedzinie Kultury za wkład włożony w kształcenie młodych skrzypków oraz z okazji jubileuszu 45-lecia pracy.
Zmarła w Gdańsku, pochowana na cmentarzu Oliwskim.